# Nguyên phân

Nguyên phân ở một tế bào động vật (các giai đoạn được sắp xếp ngược chiều kim đồng hồ).

Trong sinh học tế bào, nguyên phân hay phân bào nguyên nhiễm là một phần của chu kỳ tế bào khi các NST kép được tách và đi về hai nhân tế bào mới. Nguyên phân (phân chia nhân) có tiền đề từ giai đoạn S của pha trung gian (DNA được nhân đôi ở giai đoạn này) và thường đi kèm hoặc tiếp theo là phân chia tế bào chất, bào quan và màng tế bào về hai tế bào mới khá cân bằng về những thành phần này. Phân chia nhân và phân chia tế bào chất cùng nhau tạo nên pha nguyên phân (M) trong chu kỳ tế bào động vật. Nguyên phân chia tế bào mẹ thành hai tế bào con giống hệt nhau về mặt di truyền.

Quá trình nguyên phân được chia thành các kỳ tương ứng với việc hoàn thành một tập hợp các hoạt động và bắt đầu kỳ tiếp theo. Các kỳ này là kỳ đầu, kỳ trước giữa, kỳ giữa, kỳ sau và kỳ cuối. Trong nguyên phân, các nhiễm sắc thể kép sẽ cuộn xoắn và gắn vào các thoi vô sắc. Khi tâm động của nhiễm sắc thể kép tách, các thoi này sẽ kéo một bản sao (nhiễm sắc thể đơn) về một cực của tế bào. Kết quả là tạo ra hai nhân giống hệt nhau về mặt di truyền. Phần còn lại của tế bào sau đó có thể tiếp tục phân chia bởi phân chia tế bào chất để tạo ra hai tế bào con. Nếu phân chia tế bào chất tạo ra ba hoặc nhiều tế bào con thay vì hai như bình thường thì đây là một lỗi phân bào được gọi là phân chia ba cực hoặc phân cực đa cực. Các lỗi khác trong quá trình phân bào có thể gây chết rụng tế bào (chết lập trình) hoặc gây đột biến. Một số loại ung thư có thể phát sinh từ những đột biến như vậy.

Nguyên phân chia các nhiễm sắc thể ở trong nhân tế bào.

Nguyên phân chỉ xảy ra ở các tế bào nhân chuẩn. Tế bào nhân sơ, chưa có cấu trúc nhân, thì phân chia bằng một quá trình khác gọi là phân đôi hay trực phân. Bản thân nguyên phân cũng khác nhau giữa các sinh vật. Ví dụ, các tế bào động vật trải qua một kỳ nguyên phân "mở", tức là màng nhân không còn khi nhiễm sắc thể tách ra, trong khi nấm trải qua một quá trình nguyên phân "đóng", khi nhiễm sắc thể tách nha trong một nhân tế bào còn nguyên vẹn. Hầu hết các tế bào động vật trải qua một sự biến đổi hình dạng, được gọi là làm tròn tế bào nguyên phân, làm cho tế bào có hình gần giống hình cầu vào lúc bắt đầu nguyên phân. Hầu hết các tế bào của con người là tế bào xôma đều trải qua nguyên phân. Nguyên phân cũng xảy ra trong quá trình hình thành giao tử để phát sinh giao tử là tinh trùng và noãn, nhưng chỉ là giai đoạn đầu, còn giai đoạn sau được tiến hành theo cơ chế giảm phân.

## Lịch sử

Tế bào vảy hành (Allium) trong các giai đoạn khác nhau của chu trình tế bào.
a. các tế bào không phân chia
b. hạch nhân chuẩn bị phân chia (giai đoạn spireme)
c. các tế bào đang phân chia
e. cặp tế bào con ngay sau khi phân chia

Nhiều mô tả về phân chia tế bào được thực hiện trong thế kỷ 18 và 19, với các mức độ chính xác khác nhau. Năm 1835, nhà thực vật học người Đức Hugo von Mohl, đã mô tả sự phân chia tế bào ở tảo xanh Cladophora glomerata, cho thấy các tế bào có thể tăng lên nhờ vào phân chia tế bào. Năm 1838, Schleiden khẳng định rằng sự hình thành các tế bào mới từ bên trong là một quy luật chung để giải thích cho sự nhân lên tế bào ở thực vật. Quan điểm này sau đó bị từ chối để ủng hộ mô hình Mohl, nhờ công đóng góp của Robert Remak và những người khác.
Ở tế bào động vật, phân chia tế bào với nguyên phân được phát hiện ở tế bào giác mạc ếch, thỏ và mèo vào năm 1873 và được mô tả lần đầu tiên bởi nhà mô học người Ba Lan Wacław Mayzel vào năm 1875.
Bütschli, Schneider và Fol có thể cũng đã tuyên bố phát hiện ra quá trình hiện nay được gọi là "nguyên phân". Năm 1873, nhà động vật học người Đức Otto Bütschli đã công bố dữ liệu từ các quan sát trên giun tròn. Một vài năm sau đó, ông phát hiện và mô tả nguyên phân dựa trên những quan sát đó.
Thuật ngữ "nguyên phân" (mitosis), được đặt ra bởi Walther Flemming năm 1882, có nguồn gốc từ tiếng Hy Lạp μίτος (mitos, "sợi dọc"). Có một số tên thay thế cho quá trình, ví dụ, "karyokinesis" (phân chia nhân), một thuật ngữ được Schleicher giới thiệu vào năm 1878, hoặc "phân chia đồng đều", được Weismann đề xuất vào năm 1887. Tuy nhiên, thuật ngữ "nguyên phân" cũng được sử dụng rộng rãi bởi một số tác giả để tham khảo "phân chia nhân" và "phân chia tế bào chất" với nhau. Hiện nay, "phân chia đồng đều" thường được sử dụng để chỉ giảm phân II, một phần của giảm phân mà giống nguyên phân nhất.

## Các giai đoạn của nguyên phân

### Tổng quan
Điểm căn bản đầu tiên của nguyên phân chính là sự phân chia của bộ gen của tế bào mẹ sang cho hai tế bào con. Bộ gen được cấu thành từ một số lượng các nhiễm sắc thể-cấu trúc với DNA và histone, là nơi lưu trữ toàn bộ thông tin di truyền, rất quan trọng cho các chức năng của tế bào. Và vì mỗi tế bào con cần phải có bộ gen giống hệt với tế bào mẹ, tế bào mẹ chắc chắn phải sao chép mỗi nhiễm sắc thể trước khi nguyên phân. Điều này xảy ra trong suốt pha S, một pha nhỏ trong chu kỳ tế bào đóng góp vào việc chuẩn bị cho nguyên phân. Mỗi nhiễm sắc thể kép gồm hai bản sao giống hệt nhau gọi là nhiễm sắc tử chị em (sister chromatids) bám với nhau tại tâm động.
Khi nguyên phân bắt đầu, các nhiễm sắc thể bắt đầu cô đặc lại và có thể quan sát được. Ở một số sinh vật nhân chuẩn, chẳng hạn như động vật, màng nhân, lớp màng giúp tách biệt DNA và tế bào chất, được phân rã thành các mảnh nhỏ. Nhân con, phần mã hóa cho các RNA ribosome trong tế bào, cũng sẽ biến mất. Các vi ống sẽ được "phóng ra" từ hai cực đối diện của tế bào, gắn với các tâm động, và sắp xếp các nhiễm sắc thể thẳng hàng trong tế bào. Các vi ống sau đó sẽ co để kéo hai nhiễm sắc tử tách nhau ra. Nhiễm sắc thể lúc này có thể gọi là nhiễm sắc thể con. Khi tế bào dài ra, các nhiễm sắc tử tương ứng sẽ được kéo về hai cực đối diện của tế bào và cuộn xoắn tối đa ở kỳ sau. Một màng nhân mới hình thành bao lấy các nhiễm sắc thể con mới tách rời. Các nhiễm sắc tử này sẽ duỗi xoắn để tạo thành nhân ở kỳ cuối.

Tiếp tục quá trình phân bào, thường sau khi bắt đầu kỳ cuối, tế bào có thể tiến hành phân chia tế bào chất. Ở tế bào động vật, một màng tế bào sẽ "thắt" vào giữa hai nhân đang hình thành để tạo ra hai tế bào mới (giống như kéo dải rút vào tế bào cho đến khi chúng tách làm đôi). Ở tế bào thực vật, một phiến tế bào hình thành giữa hai nhân mới. Phân chia tế bào chất không phải lúc nào cũng xảy ra; tế bào đa nhân có thể có nhờ trải qua phân chia nhân mà không có phân chia tế bào chất.

### Pha trung gian (gian kỳ)
Pha phân bào chỉ là một khoảng thời gian tương đối ngắn của chu kỳ tế bào. Pha này được xen kẽ với pha trung gian dài hơn nhiều; đây là pha tế bào tự chuẩn bị cho pha phân bào. Pha trung gian được chia thành ba giai đoạn: G1 (Gap 1-"khoảng cách đầu tiên"), S (synthesis-"tổng hợp") và G2 (Gap 2-"khoảng cách thứ hai"). Trong cả ba giai đoạn của pha trung gian, tế bào tăng về kích thước bằng cách sản xuất protein và bào quan trong bào tương. Tuy nhiên, nhiễm sắc thể được nhân đôi chỉ trong pha S. Vì vậy, khi tế bào tăng trưởng (G1), chúng sẽ tiếp tục quá trình này khi nhân đôi nhiễm sắc thể (S), và tiếp tục tăng trưởng nhiều hơn và chuẩn bị cho nguyên phân (G2), và cuối cùng là phân bào (M) trước khi khởi động lại chu kỳ. Tất cả các giai đoạn này trong chu trình tế bào được điều chỉnh mức độ cao bởi các cyclin, các kinase phụ thuộc vào cyclin (Cdk) và các protein chu kỳ tế bào khác. Các giai đoạn được theo nhau theo một trình tự nghiêm ngặt và có các "điểm kiểm soát" cung cấp tín hiệu cho việc chuyển từ giai đoạn này sang giai đoạn khác. Các tế bào cũng có thể tạm thời hoặc vĩnh viễn rời khỏi chu kỳ tế bào và bước vào pha G0 để dừng phân chia. Điều này có thể xảy ra khi các tế bào trở nên quá nhiều (ức chế phụ thuộc vào mật độ) hoặc khi chúng biệt hóa để thực hiện các chức năng đa dạng cho sinh vật, như trường hợp của các tế bào cơ tim người và tế bào thần kinh. Một số tế bào G0 có khả năng nhập lại chu trình tế bào.

### Pha nguyên phân

#### Kỳ trước đầu
Chỉ ở tế bào thực vật, kỳ đầu được bắt đầu bằng một giai đoạn gọi là kì trước đầu. Ở các tế bào với không bào lớn, nhân phải di chuyển vào trung tâm của tế bào trước khi phân bào có thể bắt đầu. Điều này đạt được nhờ hình thành cấu trúc phragmosome, một tấm ngang tế bào chất chia tế bào dọc theo mặt phẳng phân cắt tương lai của phân bào. Ngoài hình thành phragmosome, kỳ trước đầu được đặc trưng bởi sự hình thành của một vòng vi ống và sợi actin (gọi là dải trước đầu) bên dưới màng sinh chất và chạy xung quanh mặt phẳng xích đạo của trục chính phân bào trong tương lai. Dải sợi này đánh dấu vị trí cuối cùng tế bào sẽ phân chia. Các tế bào của thực vật bậc cao (chẳng hạn như thực vật có hoa) không có các trung thể; thay vào đó, vi ống tạo nên thoi vô sắc trên bề mặt của nhân và sau đó được tổ chức thành thoi phân bào bởi chính các nhiễm sắc thể, sau khi màng nhân phân rã. Dài trước đầu sẽ biến mất trong quá trình phân rã màng nhân và hình thành thoi vô sắc ở kỳ trước giữa.:58–67

#### Kỳ đầu

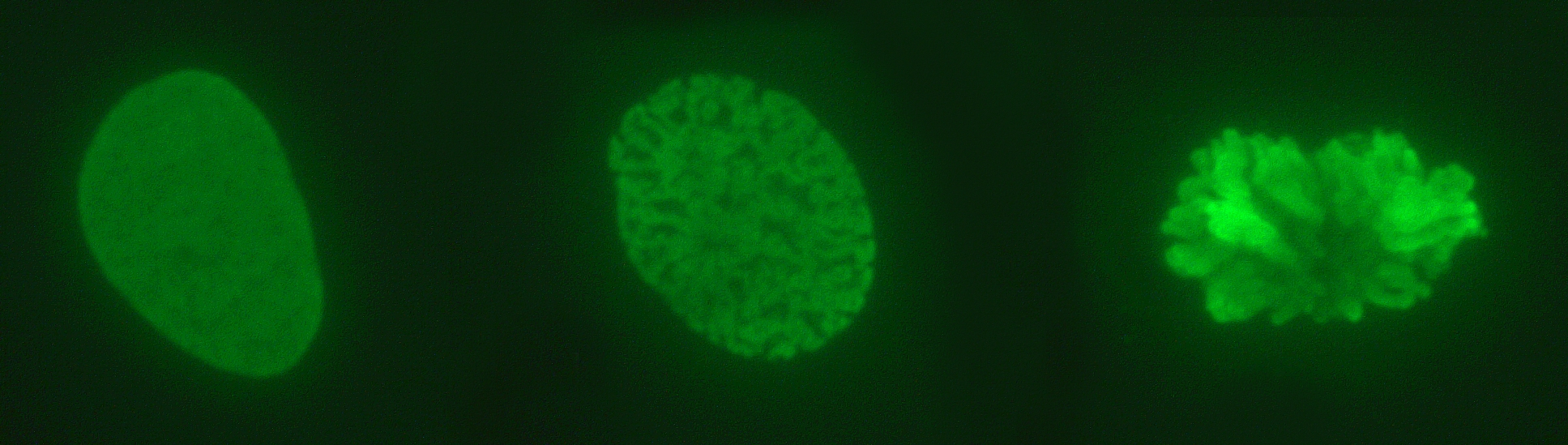
Nhiễm sắc thể đang cuộn xoắn hay cô đặc. Nhân ở kỳ trung gian (trái), nhiễm sắc thể đang cuộn xoắn (giữa) và nhiễm sắc thể đã cuộn xoắn(phải).

Ở kỳ đầu, sẽ xảy ra sau khi tế bào kết thúc pha G2, tế bào chuẩn bị phân chia bằng cuộn xoắn các nhiễm sắc thể và bắt đầu hình thành thoi vô sắc. Ở pha trung gian, vật chất di truyền trong nhân vẫn chỉ là các sợi nhiễm sắc lỏng lẻo. Khi bắt đầu kỳ đầu, các sợi nhiễm sắc thể được kết tụ thành các nhiễm sắc thể riêng biệt và có thể quan sát ở độ phóng đại cao nhờ kính hiển vi quang học. Trong kỳ này, nhiễm sắc thể có dạng dài, mỏng và giống như sợi chỉ. Mỗi nhiễm sắc thể gồm hai nhiễm sắc tử. Hai nhiễm sắc tử được nối ở tâm động.
Việc phiên mã gen chấm dứt ở kỳ đầu và không tiếp tục cho đến khi đến cuối kỳ cuối hoặc pha G1 của chu kỳ sau.. Hạch nhân cũng biến mất trong giai đoạn này.
Gần với nhân của tế bào động vật là các cấu trúc được gọi là trung thể, bao gồm một cặp trung tử bao quanh bởi một tập hợp protein lỏng lẻo. Trung thể là trung tâm tổ chức vi ống của tế bào. Một tế bào kế thừa một trung thể duy nhất tại phân chia tế bào, trung thể này được nhân đôi trước khi một vòng mới của nguyên phân bắt đầu, tạo thành một cặp trung thể. Hai trung thể sẽ trùng hợp tubulin để giúp tạo thành thoi phân bào nhờ vi ống. Protein động cơ sau đó đẩy hai trung thể dọc theo các vi ống đến hai cực đối diện của tế bào. Mặc dù các trung thể giúp tổ chức lắp ráp vi ống, chúng không cần thiết cho sự hình thành của thoi vô sắc, vì trung thể không có ở tế bào thực vật, và không hoàn toàn cần thiết cho sự phân bào của tế bào động vật. Ở kì đầu của nguyên phân, nhiễm sắc thể co xoắn trước rồi mang nhân mới dần tiêu biến 

#### Kì trước giữa
Khi bắt đầu kỳ trước giữa ở tế bào động vật, quá trình phosphoryl hóa các tấm lót màng nhân làm cho màng nhân bị phân rã thành các mảnh nhỏ. Sau khi lớp màng này biến mất, các vi ống có thể thâm nhập vào không gian nhân. Quá trình này được gọi là "nguyên phân mở", chúng xảy ra ở một số sinh vật đa bào. Nấm và một số sinh vật nguyên sinh, chẳng hạn như tảo hoặc trichomonad, thì lại trải qua một biến thể của quá trình trên gọi là "nguyên phân đóng", tức là các thoi sẽ hình thành ngay bên trong nhân, hoặc các vi ống sẽ thâm nhập nhưng không cần phá hủy màng nhân.
Trong đoạn cuối của kỳ trước giữa, các vi ống thể động bắt đầu tìm kiếm và gắn vào các thể động của nhiễm sắc thể. Thể động là một cấu trúc gắn vi ống gồm nhờ các protein, hình thành trên tâm động nhiễm sắc thể trong giai đoạn sau. Một số vi ống cực tìm và tương tác với các vi ống cực tương ứng từ trung thể đối diện để hình thành thoi vô sắc. Mặc dù cấu trúc và chức năng thể động không được hiểu đầy đủ, người ta biết rằng chúng có chứa một số dạng động cơ phân tử. Khi một vi ống nối với thể động, "động cơ" này sẽ được kích hoạt, sử dụng năng lượng từ ATP để "bước" trên vi ống đi về phía trung thể gốc. Hoạt động của động cơ này, cùng với quá trình trùng hợp và giải trùng hợp vi ống, cung cấp lực kéo cần thiết để sau đó tách hai nhiễm sắc tử của nhiễm sắc thể.

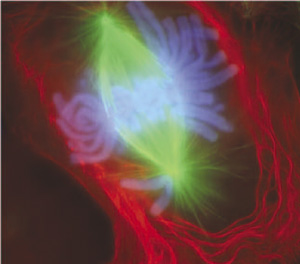
Một tế bào trong kỳ giữa muộn. Tất cả các nhiễm sắc thể (màu xanh) trừ một cái, đã ở mặt phẳng xích đạo.

#### Kì giữa
Sau khi các vi ống vào vị trí và gắn với các thể động trong kì trước giữa, hai trung thể bắt đầu kéo các nhiễm sắc thể về hai đầu đối diện của tế bào. Sức căng gây ra làm cho các nhiễm sắc thể sắp xếp dọc theo cái gọi là tấm kỳ giữa hoặc mặt phẳng xích đạo, một mặt phẳng ảo nằm ở giữa hai trung thể (ở khoảng trung tâm của tế bào). Để đảm bảo sự phân bố đồng đều của nhiễm sắc thể khi kết thúc nguyên phân, điểm kiểm soát kỳ giữa đảm bảo rằng tất cả các thể động đều được gắn vào thoi và các nhiễm sắc thể được sắp xếp dọc theo tấm kỳ giữa. Nếu tế bào vượt qua điểm chốt này thành công, tế bào sẽ chuyển sang kì sau.

#### Kì sau
Kì sau chia làm hai giai đoạn: A và B. Trong giai đoạn A, các cohensin đang gắn kết các nhiễm sắc tử chị em sẽ được phân giải, hai nhiễm sắc tử sẽ tách nhau và tạo thành hai nhiễm sắc thể con giống hệt nhau. Việc rút ngắn các vi ống thể động giúp kéo các nhiễm sắc thể con mới được hình thành đến hai cực đối diện của tế bào. Trong giai đoạn B, các vi ống cực sẽ đẩy nhau, làm cho tế bào dài ra. Cuối kì sau, nhiễm sắc thể cũng đạt đến mức cuộn xoắn tối đa của chúng, để giúp phân tách nhiễm sắc thể và hình thành lại của hạt nhân. Ở hầu hết các tế bào động vật, giai đoạn A đứng trước giai đoạn B, nhưng một số tế bào trứng ở động vật có xương sống lại có thứ tự ngược lại của các sự kiện.

#### Kì cuối
Kì cuối, như tên gọi của nó, là kết thúc cho nguyên phân. Kì này giống như đảo ngược các sự kiện ở kỳ đầu và kì trước giữa. Tại kì cuối, các vi ống cực phân cực tiếp tục đẩy nhau, làm tế bào dài ra nhiều hơn. Trong trường hợp lớp màng nhân bị phá võ, một màng nhân mới sẽ được hình thành nhờ sử dụng các mảnh màng nhân cũ của tế bào mẹ. Màng nhân mới sẽ hình thành xung quanh mỗi bộ nhiễm sắc thể con riêng biệt (mặc dù màng không bao lấy cả các trung thể) và nhân con lại xuất hiện. Cả hai bộ nhiễm sắc thể, giờ đây được bao quanh bởi màng nhân mới, bắt đầu "duỗi xoắn" hoặc giải co xoắn. Nguyên phân đến đây là hoàn tất. Mỗi nhân mới có một bộ nhiễm sắc thể giống hệt nhau. Quá trình phân chia tế bào chất có thể hoặc có thể không xảy ra, điều này tùy thuộc vào sinh vật.

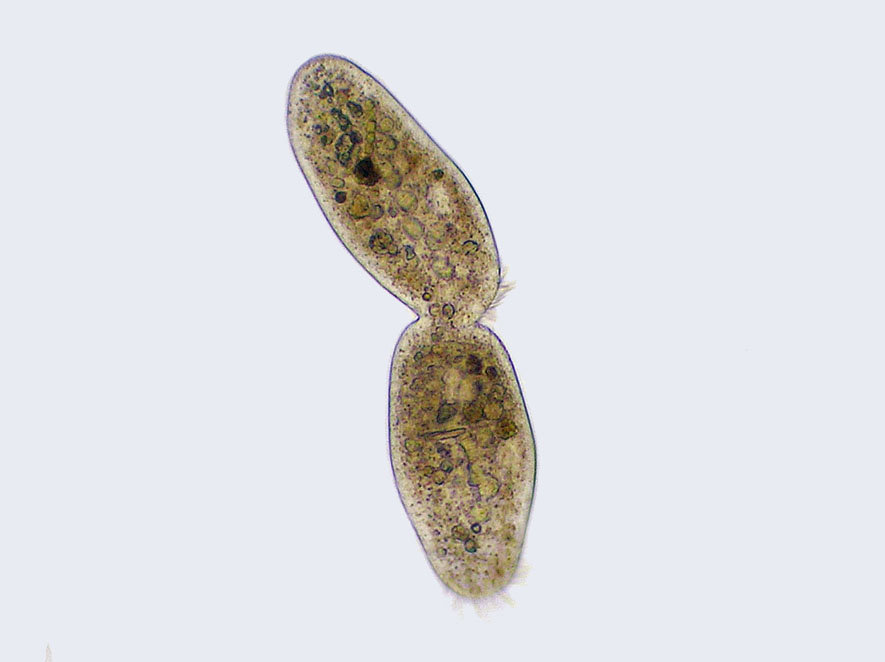
Một tế bào đang trải qua phân chia tế bào chất, với rãnh phân cắt có thể nhìn thấy rõ ràng

### Phân chia tế bào chất
Phân chia tế bào chất không phải là một giai đoạn của nguyên phân mà là một quá trình riêng biệt, cần thiết để hoàn thành việc phân chia tế bào. Ở các tế bào động vật, một rãnh phân cắt (eo) có chứa một vòng co được hình thành ở vị trí mặt phẳng xích đạo cũ, sẽ thắt vào và cho ra các hai tế bào mới rời nhau. Ở cả tế bào động vật và thực vật, phân chia tế bào chất đều được điều khiển bởi các túi có nguồn gốc từ bộ máy Golgi, di chuyển dọc theo các vi ống đến giữa tế bào. Ở thực vật, cấu trúc này sẽ hòa với nhau thành một phiến ngăn ở trung tâm của cấu trúc phragmoplast và phát triển thành thành tế bào, tách nhân ra. Phragmoplast là một cấu trúc vi ống điển hình cho các thực vật bậc cao, trong khi một số tảo xanh sử dụng cấu trúc vi ống phycoplast cho phân chia tế bào cất.:64–7, 328–9 Mỗi tế bào con có một bản sao hoàn chỉnh bộ gen của tế bào gốc. Sự kết thúc của phân chia tế bào chất đánh dấu sự kết thúc của pha M.
Có rất nhiều tế bào trong đó sự phân chia nhân và các phân chia tế bào chất xảy ra riêng biệt, điều này tạo nên các tế bào đơn với nhiều nhân. Sự xuất hiện đáng chú ý nhất trong số này là nấm mốc, mốc nhầy và tảo đa nhân, nhưng hiện tượng này cũng được tìm thấy ở nhiều sinh vật khác. Ngay cả ở động vật, phân chia tế bào chất và nguyên phân có thể xảy ra một cách độc lập, ví dụ như trong một số giai đoạn nhất định của sự phát triển phôi của ruồi giấm.

## Chức năng
"Chức năng" hoặc ý nghĩa của nguyên phân có được nhờ đặc tính duy trì ổn định bộ nhiễm sắc thể; mỗi tế bào mới có bộ nhiễm sắc thể giống với thành phần và số lượng giống hệt như bộ nhiễm sắc thể của tế bào mẹ.
Nguyên phân có thể xảy ra trong các trường hợp sau đây:

#### Sinh trưởng và phát triển
Số lượng tế bào trong cơ thể tăng lên nhờ cơ chế phân bào. Đây là cơ sở của sự phát triển của một cơ quan đa bào từ một tế bào duy nhất-hợp tử và đây cũng là cơ sở cho sự phát triển của một cơ thể đa bào.

#### Thay thế tế bào
Ở một số bộ phận của cơ thể, ví dụ: da và trong đường tiêu hóa, các tế bào liên tục bị bong ra và thay thế bằng những tế bào mới. Các tế bào mới được hình thành bởi nguyên phân và nhờ vậy, các tế bào được thay thế này giống hệt tế bào ban đầu. Chẳng hạn, các tế bào hồng cầu có tuổi thọ ngắn (chỉ khoảng 4 tháng) và các hồng cầu mới được hình thành bởi sự phân bào.

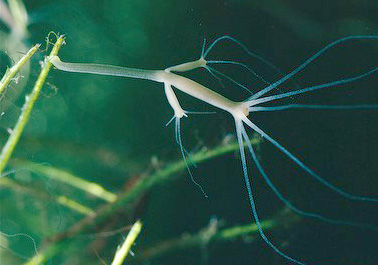
Một con thủy tức, Hydra oligactis, đang sinh sản vô tính bằng nảy chồi. Hai chồi nhỏ hơn đang nảy từ cơ thể mẹ.

#### Tái tạo cơ thể
Một số sinh vật có thể tái tạo lại các bộ phận cơ thể. Các tế bào mới trong trường hợp này cũng đến từ việc thực hiện nguyên phân. Ví dụ, sao biển có thể khôi phục những "cánh" bị mất nhờ nguyên phân.

#### Sinh sản vô tính
Một số sinh vật sản sinh ra đời sau với đặc điểm di truyền tương tự nhờ sinh sản vô tính. Ví dụ, thủy tức sinh sản vô tính bằng cách nảy chồi. Các tế bào ở bề mặt của thủy tức trải qua nguyên phân và tạo thành một khối tế bào được gọi là một chồi. Nguyên phân sẽ tiếp tục trong các tế bào chồi và nhờ vậy, chồi này sẽ phát triển thành một cá thể mới. Sự phân chia tương tự xảy ra trong quá trình sinh sản vô tính hoặc nhân giống sinh dưỡng ở thực vật.

## Đột biến ở nguyên phân
Cơ chế nguyên phân như trên đã trình bày là diễn biến bình thường trong quá trình phân chia của tế bào xôma. Sự phân chia này có thể bị rối loạn do hoá chất, tia phóng xạ, hoặc virut gây ra đột biến về số lượng nhiễm sắc thể là dạng khá thường gặp ở nhiều loài sinh vật, ở người gây ra hiện tượng dị bội thể hoặc thể lệch bội (xem ở trang Đột biến nhiễm sắc thể).